# Jacques Defermon des Chapelières
Pour les articles homonymes, voir Defermon.
Jacques Defermon des Chapelières est un homme politique français né le 8 novembre 1796 à Paris et décédé le 21 mars 1870 à Paris.

## Biographie
Fils de Jacques Defermon, frère de Joseph Defermon des Chapelières, il étudie le droit et se fait recevoir avocat. Il est nommé conseiller d'État par le gouvernement de Juillet. Il est député d'Ille-et-Vilaine de 1831 à 1848, siégeant dans la majorité soutenant la Monarchie de Juillet.

## Sources
- « Jacques Defermon des Chapelières », dans Adolphe Robert et Gaston Cougny, Dictionnaire des parlementaires français, Edgar Bourloton, 1889-1891 [détail de l’édition]